# Giovanni Dacre
Giovanni Dacre (conosciuto anche come Ioannes Utinensis, fra' Zanetto, Zanettino da Udine, Giovanni d'Acri; Udine, verso 1416 – Treviso, 14 febbraio 1485) è stato un arcivescovo cattolico italiano, generale dell'Ordine dei frati minori.

## Biografia
Spesso indicato con i diminutivi "Zanetto" e "Zanettino", questo ha fatto pensare a una parentela con la nobile famiglia udinese degli Zanettini, ma si tratta di una teoria priva di fondamento. Diffusa ma errata anche la forma del cognome "d'Acri".
Non è chiaro se Giovanni fosse il nome di battesimo o di professione religiosa. Di certo, così si chiamava anche suo padre.
Aveva appena tre anni quando i genitori lo affidarono ai frati minori del convento di San Francesco a Udine. Dopo gli studi in lettere e filosofia, si dedicò alla teologia sotto la guida di Francesco Mayron, seguace di Duns Scoto. Verosimilmente, nello stesso periodo ebbe la possibilità di ascoltare in città alcuni famosi predicatori quali Giovanni da Verona (a Udine nel 1428) e Francesco di Castel Fiorentino (1432).
Ordinato presbitero nel 1441, perfezionò la propria formazione teologica prima a Udine e poi (1445-49) a Venezia presso il convento dei Frari. Nel 1450 si portò a Treviso dove divenne insegnante di lettere e filosofia nel convento di San Francesco.
Nel 1451 si trasferì a Firenze per proseguire gli studi superiori. Qui ebbe l'occasione di conoscere Francesco Della Rovere, futuro generale dell'Ordine e poi pontefice con il nome di Sisto IV. Divenuto "baccelliere formato", nel 1453 si spostò all'università di Padova dove ottenne la licenza il 29 ottobre e il dottorato in teologia il 27 dicembre dell'anno successivo.
Da questo momento iniziò una rapida carriera che lo vide raggiungere posizioni di rilievo all'interno dell'Ordine francescano: capo della custodia friulana nel 1455, divenne inquisitore contro gli eretici della Marca Trevigiana nel 1460; nello stesso fu chiamato a dirigere lo studio al convento dei Frari e, al contempo, ricopriva la carica di commissario del ministro generale per il Friuli. Nel 1463 si recò a Roma in veste di procuratore generale dell'Ordine e in quell'occasione papa Pio II confermò ai frati minori la dimora presso la chiesa di San Salvatore in Onda.
Provinciale della provincia di Sant'Antonio nel 1468, presiedette il capitolo generale degli elettori tenuto nel 1469, essendo Francesco Della Rovere, da poco divenuto cardinale, impossibilitato a parteciparvi. Il 19 maggio successivo fu eletto ministro generale dei francescani.
Dal 1474 e fino al 6 aprile 1478 fu arcivescovo metropolita di Spalato.
Durante il capitolo tenutosi ad Urbino (14 maggio 1475) lasciò l'incarico di generale dell'ordine al provinciale di Toscana Francesco Nano (detto Sansone).
Il 6 aprile 1478 fu nominato vescovo di Treviso e contestualmente anche arcivescovo titolare di Tebe. Nella nuova veste fece restaurare a Treviso il palazzo vescovile ed erigere nella cattedrale una nuova cappella, dedicata all'Immacolata Concezione.  Nella cattedrale fece anche costruire un'arca di marmo per conservare degnamente le reliquie dei santi Teonisto, Tabra e Tabrata. L'arca fu poi posta nell'altare maggiore.
È sepolto in un sontuoso monumento funebre nel duomo di Treviso, opera di Pietro Lombardo con l'aiuto dei figli Tullio ed Antonio.